# Vanløse (metrostation)
Vanløse is een station van de metro van Kopenhagen dat op 12 oktober 2003 werd geopend. 

## Geschiedenis
Op 15 juni 1879 werd de Spoorlijn Frederiksberg - Frederikssund (Frederikssundbanen) geopend door de SJS die bij Frederiksberg aftakte van de rest van het spoorwegnet. Aanvankelijk waren er geen tussenstations ten oosten van Herlev, in 1896 kreeg de gasfabriek van Frederiksberg ter hoogte van Flintholm een spooraansluiting en op 15 juni 1898 werd het station van Vanløse geopend. 
De opening van een nieuw centraal station voor Kopenhagen op 1 december 1911 betekende de opheffing van de lijn tussen Frederiksberg en het oude centraal station (1864 – 1911). Om de treindienst tussen Vanløse en het nieuwe centraal station in stand te houden werd de Frederikssundbanen ten oosten van Vanløse op een nieuw enkelsporig tracé naar Valby te leggen. De sporen tussen Vanløse en Frederiksberg bleven bestaan en werden gebruikt voor goederenverkeer totdat op 1 april 1914 een pendeldienst tussen Vanløse en Frederiksberg van start ging. Vanløse werd hierdoor overstappunt tussen de Frederikssundbanen en de pendeldienst, die de kopsporen gebruikte. 

## Metro
In 1934 werd de pendeldienst verlengd naar het noorden en ging verder als lijn F van de S-tog.  Lijn F gebruikte de kopsporen bij Vanløse om kop te maken terwijl de andere treindiensten de doorgaande sporen gebruikten. In 1996 werd besloten tot de aanleg van een metronet dat Vanløse als westelijk eindpunt zou krijgen door het tracé van lijn F ten oosten van Vanløse daarin op te nemen. Dat traject werd in 2000 gesloten om omgebouwd te worden tot metro. Lijn F zou naar het zuiden worden verlengd en Vanløse niet meer aandoen, voor overstappers werd een station bij Flintholm gepland. De verbindingsboog tussen Vanløse en Grøndal werd in april 2001 gesloten waarna de ombouw van de laag gelgen kopsporen tot metrostation kon beginnen. 
Het metrostation werd op 12 oktober 2003 geopend, de overstap bij Flintholm volgde op 24 januari 2024. Aanvankelijk hadden de bovengrondse metrostations in Kopenhagen geen perrondeuren, maar deze werden tussen 2012 en 2015 alsnog aangebracht.

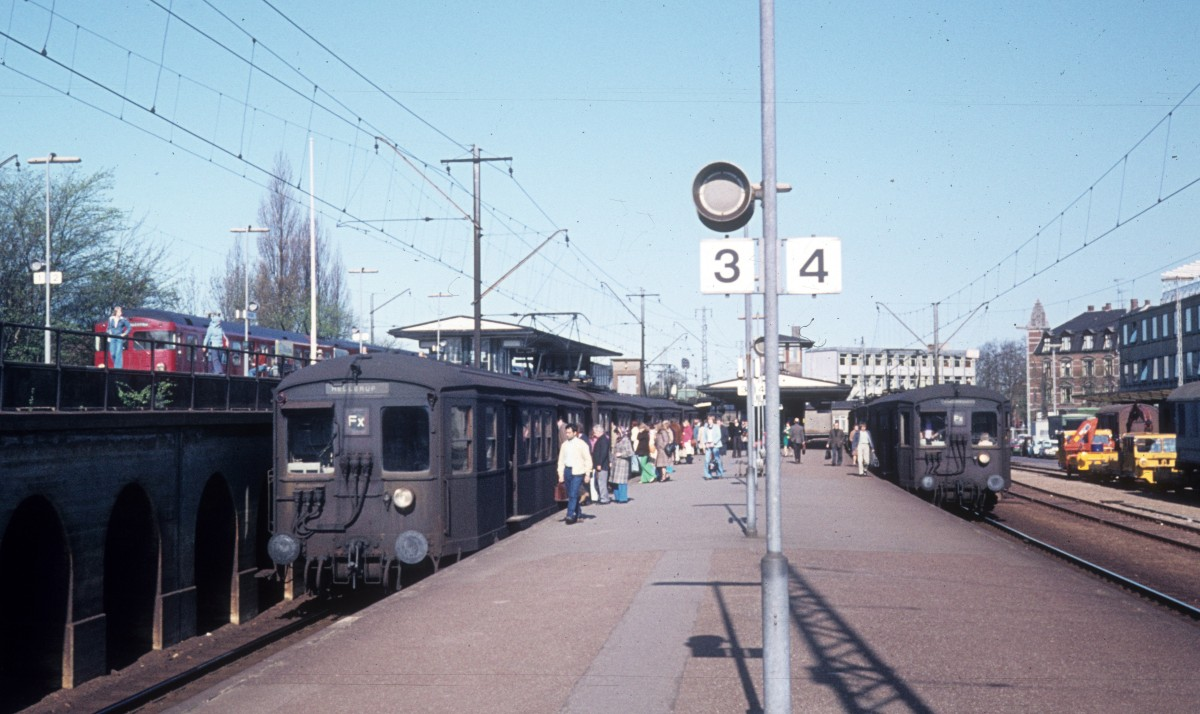
Het station voor de ombouw tot metro.
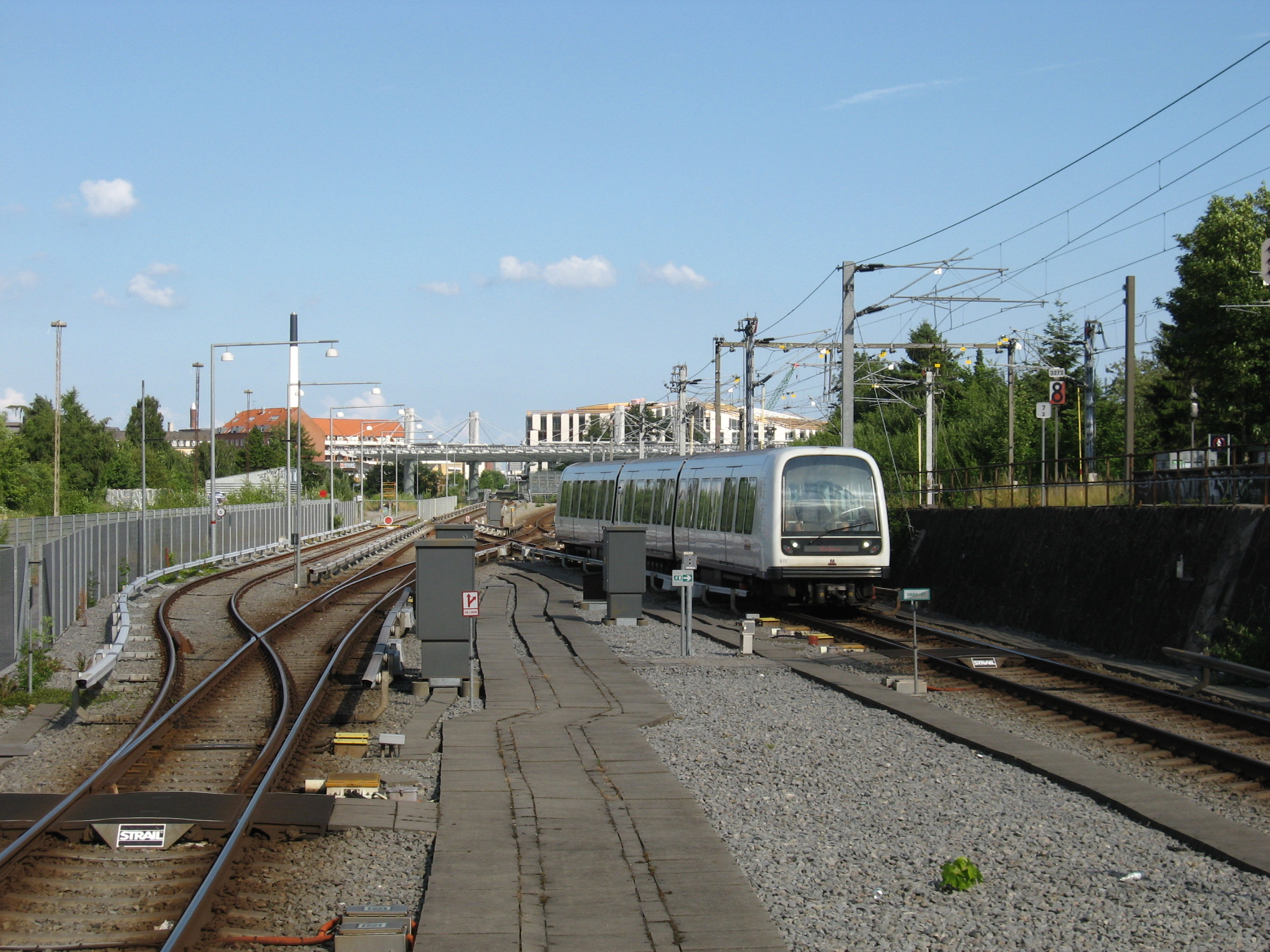
De metro rijdt het station binnen.
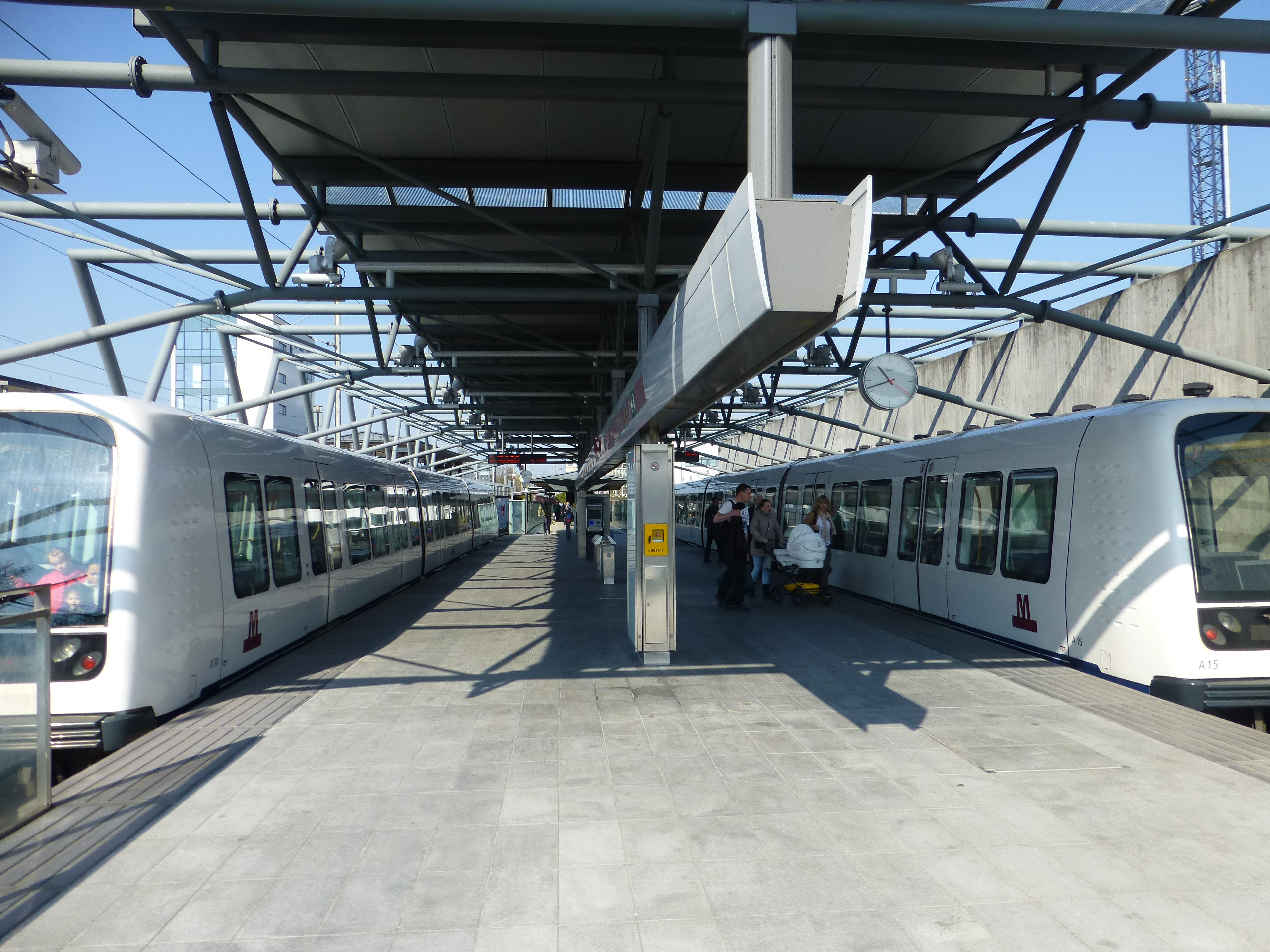
Het perron in 2014 nog zonder perronhekken.

Vanløse  · Flintholm  · Lindevang · Fasanvej · Frederiksberg · Forum · Nørreport   · Kongens Nytorv · Christianshavn · Islands Brygge · DR Byen · Sundby · Bella Center · Ørestad  · Vestamager
Vanløse  · Flintholm  · Lindevang · Fasanvej · Frederiksberg · Forum · Nørreport   · Kongens Nytorv · Christianshavn · Amagerbro · Lergravsparken · Øresund · Amager Strand · Femøren · Kastrup · Københavns Lufthavn 